# NGC 258
NGC 258 là một thiên hà dạng thấu kính nằm trong chòm sao Tiên Nữ. Nó được phát hiện bởi George Stoney vào năm 1848.